# Josefina Planas Güell
Josefina Planas Güell (Canet de Mar, Barcelona, 1905 - Milà, Itàlia, 15-3-1929), va ser una soprano catalana. Va estudiar amb diversos professors de Barcelona, sent deixeble de l'Acadèmia Marshall. Es va traslladar a Milà pensionada per l'Ajuntament i va estudiar amb Bianchi-Rosa i amb Fugazzola, Franco Paolantonio i Fatuo. Va debutar a Treviglio amb Rigoletto, i va actuar a diverses teatres d'Itàlia amb gran èxit. El 1928 es va presentar a Barcelona, senyalant la crítica la gran extensió de la seva veu i els seus grans registres aguts.